# Distal
Nas descrições anatómicas, distal é a parte mais afastada do tronco ou do ponto de origem. A mão é a extremidade distal do membro superior, o braço. Contrário de proximal.